# Menojkeus (syn Kreona)
Menojkeus (Μενοικεύς) – w mitologii greckiej syn władcy Teb Kreona i jego żony Eurydyki.
Jego postać związana jest z mitem o wyprawie Siedmiu przeciw Tebom. Według opowieści przedstawionej w Fenicjankach Eurypidesa wieszcz Tejrezjasz miał przepowiedzieć, że miasto zostanie ocalone od najazdu, jeśli syn królewski zostanie poświęcony Aresowi. Kreon usiłował ocalić Menojkeusa, odsyłając go z Teb, ten jednak zdołał poznać wyrocznię i odebrał sobie życie, co zapewniło Tebańczykom zwycięstwo. Według innej wersji to sam Kreon miał go złożyć w ofierze lub też pożarł go Sfinks.
Na grobie Menojkeusa wyrosnąć miało drzewo granatu o owocach koloru krwi. Przy grobie tym stoczyli śmiertelny pojedynek Polinik i Eteokles.